# Sciurion
Sciurion — вимерлий рід ссавців з родини Sciuridae. Викопні рештки знайдено в Канаді (Саскачеван).